# Regioindeling KNMI

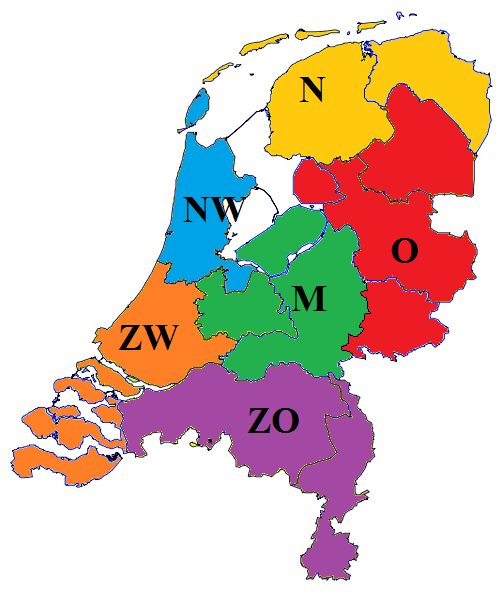
Waarschuwingsregio's Nederland

De regioindeling van het KNMI van Nederland is een indeling van Nederland in regio's die door het KNMI gehanteerd wordt voor het uitvaardigen van weeralarmen en waarschuwingen.
Nederland is in deze indeling onderverdeeld in zes regio's.

## Lijst van waarschuwingsregio's
| Aanduiding | Regio      | Provincies                                                                      |
| ---------- | ---------- | ------------------------------------------------------------------------------- |
| N          | Noord      | Friesland en Groningen                                                          |
| NW         | Noord-West | Noord-Holland                                                                   |
| M          | Midden     | Utrecht, Flevoland met uitzondering van Noordoostpolder en westelijk Gelderland |
| O          | Oost       | Drenthe, Overijssel en oostelijk Gelderland plus Noordoostpolder                |
| ZW         | Zuid-West  | Zuid-Holland en Zeeland                                                         |
| ZO         | Zuid-Oost  | Noord-Brabant en Limburg                                                        |

De scheidslijn door Gelderland volgt de gemeentegrenzen langs de IJssel en een stukje Rijn stroomopwaarts.